# Delosperma vinaceum
Delosperma vinaceum är en isörtsväxtart som först beskrevs av L. Bol., och fick sitt nu gällande namn av L. Bol.. Delosperma vinaceum ingår i släktet Delosperma, och familjen isörtsväxter. Inga underarter finns listade i Catalogue of Life.